# モンケ・カルジャ
モンケ・カルジャ（モンゴル語: Möngke Qalǰa、中国語: 忙哥、生没年不詳）は、モンゴル帝国に仕えたマングト部出身の左翼千人隊長。チンギス・カンに仕えたが早くに戦死したクイルダル・セチェンの息子で、主に金朝との戦争で活躍した。
『元史』などの漢文史料では忙哥(mánggē)・蒙古寒札(mĕnggŭhánzhá)・木哥漢札(mùgēhànzhá)など、『集史』などのペルシア語史料ではمونککا قلجا(Mūnkkā Qaljā)と記される。

## 概要
モンゴル部族の族祖伝承ではボドンチャルの子孫にナチン・バートルという人物がおり、ナチン・バートルの子のウルウダイ、マングダイからウルウト氏、マングト氏が分岐したと伝えられている。マングダイの六世の孫がモンケ・カルジャの父のクイルダルであり、クイルダルは早い段階からテムジン（後のチンギス・カン）に仕えていたが、ケレイト部との戦い（カラ・カルジトの戦い）で戦死してしまった。クイルダルはこの戦いが始まる前に、チンギス・カンに自身が死んだ時は息子のモンケ・カルジャの生活を保障するよう頼んでおり、チンギス・カンは約定通りモンケ・カルジャを厚遇した。
後にケレイト部が征服された時、精鋭として知られるジルキン兵はモンケ・カルジャに隷属するよう定められ、またモンケ・カルジャにはチンギス・カンと敵対し散亡したマングト人を配下に収めるよう命じられた。1206年にモンゴル帝国が成立すると、前述のジルキン兵やマングト人を基盤にクイルダル・セチェン名義の1千戸とモンケ・カルジャ名義の1千戸が創設されている。
1211年、金朝遠征が始まると、モンケ・カルジャはマングト千人隊を率いてチンギス・カン直属の中軍左翼に従軍した。金朝領の大部分を征服したチンギス・カンは金朝を完全に征服することに拘らず、今度は西方ホラズム・シャー朝への遠征を計画した。チンギス・カンは西方へ出陣するに先立ち、1217年（丁丑）にジャライル部出身で左翼万人隊長のムカリに中軍左翼の武将を一部委ね、金朝方面の計略を一任した。この時ムカリの配下に入った武将にはウルウト4千人隊を率いるケフテイ、マングト千人隊を率いるモンケ・カルジャ、コンギラト3千人隊を率いるアルチ・ノヤン、イキレス2千人隊を率いるブトゥ・キュレゲン、諸部族混合兵を率いるクシャウルとジュスク、現地徴発の契丹・女真・漢人兵を率いるウヤルらがおり、この内ジャライル（ムカリ家）・ウルウト（ジュルチェデイ家）・マングト（クイルダル家）・コンギラト（デイ・セチェン家）・イキレス（ブトゥ家）の5部族集団は特に後世「左手の五投下」として広く知られるようになる。
チンギス・カンの死後、オゴデイが第2代皇帝として即位すると、即位後最初の大事業として金朝の征服が開始された。モンケ・カルジャもまたこの征服戦争に従軍し、この時の功績により「郡王」に封ぜられ、以後子孫は代々のこの称号を受け継ぐようになった。1236年には旧金朝領が諸王・貴戚・功臣に投下領として分割され、モンケ・カルジャには泰安州が分与された。

## 子孫
『集史』「マングト部族志」にはモンケ・カルジャの息子のムルカル・カルジャがフレグの西征に従軍したことが記されているが、東方で活躍しなかったためか『元史』などに言及はない。
東方においては、モンケ・カルジャの孫のジルワダイとキタダイ兄弟がその地位を継いだ。更にその後にはクトク、ウダイ、クリカチら兄弟が「郡王」位を継承している。

## マングト氏クイルダル家
- グユク（Güyük ＞畏翼/wèiyì）…クイルダルの兄
- クイルダル・セチェン（Quyildar ＞畏答児/wèidāér,قویردار/Qūīrdār）
  - 郡王モンケ・カルジャ（Möngke Qalǰa ＞忙哥/,مونککا قلجا/Mūnkkā Qaljā）
    - ムルカル・カルジャ（Mulqar Qalǰa ＞مولقار قلجا/Mūlqār Qaljā）
      - 郡王ジルワダイ（J̌ilwadai ＞只里瓦䚟/zhǐlǐwǎdǎi）
        - 郡王クトク（Qutoqu ＞忽都忽/hūdōuhū）
        - 郡王ウダイ（Udai ＞兀䚟/wùdǎi）
        - 郡王クリカチ（Quliqači ＞忽里哈赤/hūlǐhāchì）

      - 郡王キタダイ（Qitadai ＞乞答䚟/qǐdádǎi）

  - ジャムカ（J̌amuqa ＞蘸木曷/zhànmùhé）
    - スルカドゥ（Sulqadu ＞瑣魯火都/suŏlŭhuŏdōu）
      - 郡王ボロカン（Boloqan ＞博羅歓/bóluóhuān）
        - 郡王エセン・テムル（Esen temür ＞野先帖木児/yĕxiān tièmùér）
          - 郡王ニマ・センギ（Nima sengi ＞尼摩星吉/nímó xīngjí）